# Leonardo (Nindža kornjače)
Leonardo (ili Leo) jedan je od Nindža kornjača (Teenage mutant ninja turtles).
Leonardo je vođa zelenom timu. Ninjutsu vještine i Bushido kod shvaća vrlo ozbiljno. Usko je vezan uz Splintera, štakora, svoga učitelja. Leo često mora "spustiti na zemlju" Donatella, Raphaela i Michelangela. Raphael je ponekad ljubomoran na Lea zbog njegovih Ninjistu i Bushido vještina. Leo je naivan, najbolji primjer za to jest da ga je Oroku Saki, (Shredder) vođa klana noga ninja pozvao na "razgovor", a zapravo je htio namamiti Lea da mu postane sluga.